# Comuna Otînevîci, Jîdaciv
Otînevîci (în ucraineană Отиневичі) este o comună în raionul Jîdaciv, regiunea Liov, Ucraina, formată din satele Dulibî, Horodîșcenske și Otînevîci (reședința).

## Demografie
Componența lingvistică a comunei Otînevîci
     Ucraineană (99,83%)
     Alte limbi (0,17%)
Conform recensământului din 2001, majoritatea populației comunei Otînevîci era vorbitoare de ucraineană (99,83%), existând în minoritate și vorbitori de alte limbi.